# Antiga Cereria Lluís Codina
L'Antiga Cereria Lluís Codina és un establiment comercial situat al carrer del Bisbe, 2 bis de Barcelona, catalogat com a de gran interès (categoria E1).

## Història
Va ser fundada el 1825 per Vicenç Marrugat, i uns anys més tard va ser comprada per Jordi Codina, succeït pel seu fill Lluís Codina, i posteriorment va passar a d'altres descendents de la família.
La botiga tenia un obrador al subsòl on encara s'hi poden veure algunes restes, un taller a Mataró i un terreny per al blanquejat de la cera. Actualment ja no fabriquen les espelmes, sinó que comercialitzen les dels proveïdors Abella, Mas i Roura.

## Descripció
Situat a l'esquerre del portal d'accés, a la zona de vestíbul de la caixa d'escala, aquest establiment es dedica a la venda d'espelmes de cera des del 1825. Disposa de dos aparadors als laterals amb una estructura de fusta perimetral muntada al damunt d'una reixa de ferro fos amb petites balustres. La porta d'accés està formada per una estructura de tres fulls de fusta creant una zona de vestíbul amb la porta vidriera gravada a l'àcid. El rètol de l'establiment que ocupa al nivell de les llindes, els tres portals de façana, és de vidre pintat amb pa d'or. A la part superior central del rètol hi ha un plafó decoratiu amb un escut envoltat pel text «cera verda d'abella», suportat per una filigrana de talla de fusta.
A l'interior es conserven els mobles amb prestatges vidriers damunt una base de calaixos i armaris que arriben fins al sostre i ocupen gairebé tot el perímetre dels murs. De tot el conjunt de mobiliari destaquen les solucions de les cantonades amb vitrines que formen raconeres i els taulells formats per quarterons amb els muntants laterals de talla amb mènsules sota el marbre.